# Sivert Bakken
Sivert Guttorm Bakken (Lillehammer, 18 de julio de 1998) es un deportista noruego que compite en biatlón. Ganó cinco medallas en el Campeonato Europeo de Biatlón entre los años 2020 y 2025.

## Palmarés internacional
| Campeonato Europeo | Campeonato Europeo           | Campeonato Europeo | Campeonato Europeo |
| Año                | Lugar                        | Medalla            | Prueba             |
| ------------------ | ---------------------------- | ------------------ | ------------------ |
| 2020               | Minsk-Raubichi (Bielorrusia) | Medalla de bronce  | Persecución        |
| 2020               | Minsk-Raubichi (Bielorrusia) | Medalla de bronce  | Relevo mixto       |
| 2021               | Duszniki-Zdrój (Polonia)     | Medalla de oro     | Relevo mixto       |
| 2025               | Martello (Italia)            | Medalla de oro     | Velocidad          |
| 2025               | Martello (Italia)            | Medalla de oro     | Relevo             |